# Hollywood (Florida)
Hollywood ist eine Stadt im Broward County im US-Bundesstaat Florida. Das U.S. Census Bureau hat bei der Volkszählung 2020 eine Einwohnerzahl von 153.067 ermittelt. Das Stadtgebiet hat eine Größe von 79,8 km². Die Bevölkerungsdichte beträgt 1825 Einwohner pro km².

## Geographie
Hollywood liegt etwa 15 km nördlich von Miami. Angrenzende Kommunen sind Dania Beach, Fort Lauderdale, Hallandale Beach, Pembroke Park, West Park, Miramar, Pembroke Pines, Cooper City und Davie.

## Demographische Daten
Laut der Volkszählung 2010 verteilten sich die damaligen 140.768 Einwohner auf 71.070 Haushalte. Die Bevölkerungsdichte lag bei 1988,2 Einw./km². 72,7 % der Bevölkerung bezeichneten sich als Weiße, 16,7 % als Afroamerikaner, 0,4 % als Indianer und 2,4 % als Asian Americans. 4,6 % gaben die Angehörigkeit zu einer anderen Ethnie und 3,2 % zu mehreren Ethnien an. 32,6 % der Bevölkerung bestand aus Hispanics oder Latinos.
Im Jahr 2010 lebten in 28,3 % aller Haushalte Kinder unter 18 Jahren sowie 27,3 % aller Haushalte Personen mit mindestens 65 Jahren. 58,9 % der Haushalte waren Familienhaushalte (bestehend aus verheirateten Paaren mit oder ohne Nachkommen bzw. einem Elternteil mit Nachkomme). Die durchschnittliche Größe eines Haushalts lag bei 2,39 Personen und die durchschnittliche Familiengröße bei 3,05 Personen.
22,5 % der Bevölkerung waren jünger als 20 Jahre, 25,8 % waren 20 bis 39 Jahre alt, 30,8 % waren 40 bis 59 Jahre alt und 20,8 % waren mindestens 60 Jahre alt. Das mittlere Alter betrug 41 Jahre. 49,0 % der Bevölkerung waren männlich und 51,0 % weiblich.
Das durchschnittliche Jahreseinkommen lag bei 45.611 $, dabei lebten 13,9 % der Bevölkerung unter der Armutsgrenze.
Im Jahr 2000 war Englisch die Muttersprache von 66,94 % der Bevölkerung, Spanisch sprachen 21,62 % und 11,44 % hatten eine andere Muttersprache.

## Sehenswürdigkeiten
Folgende Objekte sind im National Register of Historic Places gelistet:
- Council Oak Tree Site on the Hollywood Seminole Indian Reservation
- Hammerstein House
- Hollywood Boulevard Historic Business District
- Hollywood Garden Club
- Hollywood Woman’s Club
- Joseph Wesley Young House

## Schulen
| - Mary M. Bethune Elementary School - Colbert Elementary School - Hollywood Central Elementary School - Hollywood Park Elementary School - Orange Brook Elementary School - Sheridan Park Elementary School - West Hollywood Elementary School - Attucks Middle School - McNicol Middle School - McArthur High School | - Boulevard Heights Elementary School - Driftwood Elementary School - Hollywood Hills Elementary School - Oakridge Elementary School - Sheridan Hills Elementary School - Stirling Elementary School - Apollo Middle School - Driftwood Middle School - Hollywood Hills High School - South Broward High School |

## Kliniken
- Hollywood Medical Center
- Joe DiMaggio Children’s Hospital
- Memorial Regional Hospital

## Religion
In Hollywood gibt es 85 verschiedene Kirchen aus 26 unterschiedlichen Konfessionen. Unter den zu einer Konfession gehörenden Kirchen ist die Baptistengemeinde mit 19 Kirchen am stärksten vertreten. Es gibt sieben zu keiner Konfession gehörende Kirchen (Stand: 2004).

## Städtepartnerschaften
- Ciudad de la Costa, Uruguay
- Guatemala-Stadt, Guatemala
- Herzlia, Israel
- Vlora, Albanien

## Wirtschaft
Die größten Arbeitgeber waren 2018:
| Arbeitgeber                      | Arbeitnehmer |
| -------------------------------- | ------------ |
| Memorial Regional Hospital       | 4124         |
| City of Hollywood                | 1446         |
| Chewy                            | 1200         |
| Publix                           | 1150         |
| Diplomat Resort & Spa            | 1100         |
| Memorial Regional Hospital South | 753          |
| Great Healthworks                | 430          |
| BrandsMart U.S.A                 | 346          |
| FirstServices Residential        | 310          |
| HEICO Corporation                | 303          |

## Verkehr
Durch das Stadtgebiet verlaufen die Interstate 95, die U.S. Highways 1 und 441, der Florida’s Turnpike sowie die Florida State Roads A1A, 7, 818, 820, 822 und 848. Der Bahnhof Hollywood ist ein Bahnhof im Regional- und Fernverkehr. Hier halten sowohl die Züge der Amtrak von Miami nach New York City als auch die Züge der Tri-Rail von Miami nach Mangonia Park. Auch der Haltepunkt Sheridan Street wird von der Tri-Rail bedient. Der nächste Flughafen ist der Fort Lauderdale-Hollywood International Airport.

## Kriminalität
Die Kriminalitätsrate lag im Jahr 2010 mit 392 Punkten (US-Durchschnitt: 266 Punkte) im durchschnittlichen Bereich. Es gab sieben Morde, 40 Vergewaltigungen, 237 Raubüberfälle, 312 Körperverletzungen, 1833 Einbrüche, 4797 Diebstähle, 635 Autodiebstähle und acht Brandstiftungen.

## Persönlichkeiten
- Carmela Corren (1938–2022), israelische Schlagersängerin und Schauspielerin
- Tucker Frederickson (* 1943), American-Football-Spieler
- Davey Allison (1961–1993), NASCAR-Rennfahrer
- Gidget Gein (1969–2008), Musiker und Künstler
- Norman Reedus (* 1969), Schauspieler
- Steve Blake (* 1980), Basketballspieler
- Seth Gabel (* 1981), Schauspieler
- Josh Gad (* 1981), Schauspieler
- Bethany Joy Lenz (* 1981), Filmschaffende, Musikerin und Schriftstellerin
- Matt Gaetz (* 1982), Politiker der Republikanischen Partei
- Shevrin Jones (* 1983), Lehrer und Politiker
- Robin Weisman (* 1984), Schauspielerin
- Sydelle Noel (* 1985), Schauspielerin
- Jillian Rose Reed (* 1991), Schauspielerin
- Victoria Justice (* 1993), Schauspielerin, Sängerin und Model
- Marquise Brown (* 1997), American-Football-Spieler